# Vicente Juan Segura
Vicente Juan Segura (ur. 22 maja 1955 w Tavernes de la Valldigna, zm. 11 października 2024 w Walencji) – hiszpański duchowny katolicki, biskup pomocniczy Walencji w latach 2020–2023.

## Życiorys
Święcenia kapłańskie otrzymał 24 października 1981. W 1985 rozpoczął przygotowanie do służby dyplomatycznej na Papieskiej Akademii Kościelnej. Pracował w dyplomacji watykańskiej, będąc sekretarzem w nuncjaturach w Kostaryce i Mozambiku.

## Episkopat
22 stycznia 2005 papież Jan Paweł II mianował go biskupem ordynariuszem diecezji Ibizy. Sakry biskupiej udzielił mu ówczesny substytut w watykańskim Sekretariacie Stanu – arcybiskup Leonardo Sandri.
18 stycznia 2020 papież Franciszek mianował go biskupem pomocniczym Walencji nadając mu stolicę tytularną Armentia. 25 lutego 2023 papież przyjął jego rezygnację z pełnionego urzędu. 